# Newbold on Avon
Newbold on Avon är en ort i unparished area Rugby, i distriktet Rugby, i grevskapet Warwickshire i England. Newbold on Avon var en civil parish fram till 1932 när blev den en del av Rugby och Harborough Magna. Civil parish hade 696 invånare år 1931. Byn nämndes i Domedagsboken (Domesday Book) år 1086, och kallades då Newebold.